# ОШ „Вучић Величковић” Међуречје
ОШ „Вучић Величковић” Међуречје, налази се на територији општине Ивањица, 9 km од центра Ивањице, и наставља традицију рокчанске школе из 1921. године. Основана је одлуком НОО Ивањица, 15. децембра 1962. године и допуном одлуке СО-е Ивањица, 21. марта 1963. године. Данас школа има у свом саставу и једно издвојено одељење – у Црвеној Гори.

## Историјат
До подизања школе у Међуречју, деца су пешачила десет, па чак и двадест километара до Ивањице и натраг, зависно из ког су засеока долазила. Села која гравитирају Међуречју, изузев Косовице, нису имала школу све до 1921. године. Тако су деца из Мане и села под називом Рокци одлазила у Ивањицу да се тамо школују, а из Комадина и Куманице у Косовицу. До подизања школе у Међуречју деца су пешачила десет па чак и двадесет километара до Ивањице и натраг, зависно из кога су засеока одлазила. Тек после Првог светског рата, 1921. године мештани ова два села решили су да подигну школу између ова два села, где је већ постојао општински центар у Међуречју. Међуречје је постало центар и за друга села у залеђу. Постављена је на место раније општинске суднице где се данас налази стамбена зграда за просветне раднике. Имала је једну учионицу и стан за учитеља. По брвнима је ударена чатма, а зграда је покривена п лочом и имала је изглед савремене зидане зграде. После Првог светског рата купљена је једна брвнара од Милосављевића, у Рокцима, за новац који су дали грађани, а давао је свако колико је имао и могао. Тако је основан одбор за изградњу школе, у саставу, Влада Станић, Јово Станић, Арсеније Принчевац и Љубо Главинић. У сваком засеоку, поред ових чланова била су изабрана и три члана која су прикупљала новац за изградњу школске зграде. Постављена је на место раније општинске суднице, где се данас налази стамбена зграда за просветне раднике. Имала је једну учионицу и стан за учитеља. По брвнима је стављена чатма, а зграда је покривена плочом и имала је изглед савремене зидане зграде.
У прву Рокчанску школу за учитеља долази Ђорђе Јокановић из Ковиља, а годину дана касније на његово место ступа Милош Тодоровић, који је касније и погинуо у овој школи. Прва школа у Међуречју примала је 60 ученика. Међу њима нашле су се свега две ученице. До тада, ниједна девојчица није ишла у Шумљанску, односно Ивањичку школу. Затим је у овој школи службовао Александар Дерибо, пореклом Рус.
За пет - шест година, број ученика се повећао, па се појавила потреба за подизањем веће школске зграде. Прва школска зграда није била у могућности да прими сву децу у једној учионици и један учитељ није био у могућности да наставу изводи у свим разредима. Искоришћена су обећања посланичког кандидата Радикалне странке да се средства за изградњу школе у Међуречју добију у Ивањици и Београду и употребе за изградњу. Тако је школа за годину дана подигнута и настава је почела у новој 1928. години.
Подизањем друге школске зграде простор се повећао за 480 квадратних метара и створени су услови за рад два учитеља, књижнице и читаонице. Отворен је домаћички течај за девојке из села. Тада је прва школска зграда реновирана и претворена у учитељски стан.
Из године у годину број ђака се повећавао, тако да је школске 1936 / 1937. године стање било овакво: у првом разреду је било 30, у другом 16, у трећем 27 и у четвртом разреду 16 ученика, што укупно износи 89 ђака. Међу њима је било 27 девојчица. Учитељи су били Добрила и Цветко Велимировић.
Те 1936 / 1937. године при Рокчанској школи, у Међуречју, радио је двогодишњи домаћички течај, једини у моравичком крају. Течај су водиле стручне учитељице Персида Зечевић и Радмила Поповић, а течај је похађало је 25 полазница. Рокчанска школа је одлично функционисала све до 1941. године када је дошло до великог прекида у раду школе.
На самом почетку Другог светског рата, у нашој школи је био формиран и концентрациони логор (1940. године), где је било затворено 800 логораша из разних крајева Југославије. Највише их је било из Словеније, Босне и Македоније. Како се школа налазила близу саобраћајнице, претворена је, потом, у касарну. У току рата у овој школи су радиле учитељице Добрила Велимировић и Вера Радивојевић. Веру Радивојевић су четници извукли из школе као партијског радника и стрељали је у Црвеној Гори исте ноћи.
По ослобођењу земље овде су радили: Драгојло Гавриловић, Ђура Митрашиновић, Михаило Михаиловић (који је службовао све до 1962. године и био први руководилац, потпуне основне школе) у чији су састав ушле школе из суседних места: Комадина, Куманице, Косовице и Црвене Горе.
Од 1953. године школа је прерасла у осмолетку (потпуну основну школу) и прва генерација је завршила осмолетку, школске 1957 / 1958. године. До подизања нове школске зграде, са осам учионица, становима за просветне раднике, канцеларијом за наставнике и директора, до 1958. године, настава је извођена у старој школској згради и задружном дому који је подигнут 1949. године. Шездесетих година двадесетог века, школа је имала највише ученика, мада нису била обухваћена сва деца за осмогодишње школовање.
Окупљала је 1961. године 621 ученика и имала 21 просветног радника. Касније се број деце у школи смањивао, тако да данас у школи у Међуречју и једном издвојеном одељењу у Црвеној Гори наставу похађа 47 ученика. Раније су издвојена одељења наше школе постојала и у Косовици, Куманици и Комадинама.
Овом просветном установом су руководили:
- Михаило Михаиловић
- Душан Бешевић
- Љубомир Марковић
- Радован Вукићевић
- Страшимир Милинковић
- Милоје Тошић
- Радојица Златић
- Биљана Пивљаковић

## Вучић Величковић - биографија
Вучић Величковић је рођен 13. августа 1920. у Ивањици од оца Велимира из Мане и мајке Радојке из Сивчине. Отац Велимир је био шеф жандармеријске станице у Ивањици. Живели су у Ивањици - у кући у Николићевој улици бр. 5. Вучић је имао две сестре: сестру близнакињу Вукану (1920) и млађу сестру - народног хероја - Олгу (која је погинула на Купрешу, у Лици - убиле су је усташе) а имали су и једног млађег брата Душана (1923) који је умро од галопирајуће туберкулозе. Олга и Вучић су били припадници Друге пролетерске бригаде до краја рата. Њихово имање у Мани после рата је продато. Отац Велимир је био учесник Балканских ратова и Првог светског рата. Вучићев отац је умро 1931. године када је Вучић имао само 11 година. И отац и мајка су му рано умрли, па је четворо деце остало да живи од неке мале пензије - сами. Вучић је основну школу и Гимназију завршио у Ивањици. За трговца је учио у Београду на Трговачкој академији. 
Пред сам почетак Другог светског рата почео је да ради у Београду и тамо се учланио у Комунистичку партију. Он је у Београду био начелник у Министарству здравља а потом и секретар за здравље Србије. Био је и народни посланик (од 1966. (или 1968.) до 1970. (или 1972.)). 
Вучић је био члан фондације Споменица солидарности - која је финансирала школовање сиромашне деце са Косова. Помагао је изградњу здравствених центара по Србији - био у управном одбору за изградњу Анемије и здравственог центра на Златару и у Нишкој Бањи. 
У кући у Ивањици у Николићевој бр. 5 је до 1982. живела Вукана (Вучићева сестра близнакиња). Пензију је дочекао у Министарству здравља. Целог живота је живео у Београду. Био је ожењен Зорицом из Бечеја али нису имали деце. Умро је 24. октобра 1984. године и сахрањен је у Ивањици на градском гробљу.

## Школа данас
Основна школа „Вучић Величковић” налази се у центру Међуречја, на ушћу реке Ношнице у Моравицу на надморској висини од 530m. Повезана је мрежом саобраћајница, тако да је доступна ученицима било да у школу долазе пешке или користе приградски превоз. Од школске 1953/1954. године, школа има и старије разреде.
Априла 2017. године, Канцеларија за управљање јавним улагањима Владе Републике Србије извела је грађевинске радове на адаптацији и санацији школске зграде у трајању од 90 дана. Након извођења грађевинских радова на адаптацији и санацији школске зграде, створили су се лепши и бољи услови за боравак и рад деце и наставника и то је био један од основних циљева реконструкције школе у Међуречју. У том периоду извођени су радови у унутрашњости, али и на спољашности школе. Урађено је реконструисање свих учионица, кабинета, канцеларија и зборнице. Реконструкција је обухватила уградњу паркета, промену плочица, комплетну промену столарије, спуштање плафона, реконструкцију унутрашњих и спољашњих степеника, кречење зидова, урађена је изолација и стављена фасада. Средства за реконструкцију школе обезбеђена су уз подршку локалне самоуправе. Школа сада лепо изгледа, а притом је и функционална.